# کندال کراس
کندال کراس (انگلیسی: Kendall Cross؛ زادهٔ ۲۴ فوریه ۱۹۶۸) کشتی‌گیر و مربی کشتی آزاد اهل ایالات متحده آمریکا است. او برندهٔ مدال طلای المپیک ۱۹۹۶ آتلانتا در دسته ۵۷ کیلوگرم است؛ جایی که او در فینال با پیروزی بر گویوی سیسااوری کانادایی قهرمان شد‌.
از فیلم‌ها یا برنامه‌های تلویزیونی که وی در آن نقش داشته‌است می‌توان به خواهری از سفر آرزوها اشاره کرد.